# Guthred Macwilliam
Guthred Macwilliam (auch Godred Macwilliam; Guthred, son of Donald oder Gofraid mac Domnaill; † nach Juni 1212 in Kincardine Castle) war ein schottischer Militär und Rebell.

## Herkunft
Guthred Macwilliam entstammte der Familie Macwilliam. Die Macwilliams stammten von dem 1094 gestürzten schottischen König Duncan II. ab. Guthreds Vater Donald Ban Macwilliam hatte spätestens ab 1181 in Nordschottland offen gegen König Wilhelm I. rebelliert und den schottischen Thron beansprucht. Der König konnte erst 1187 die Rebellion niederschlagen, Donald Ban wurde dabei getötet. Danach hatten die überlebenden Mitglieder der Familie zunächst keine weiteren Revolten gegen den schottischen König unterstützt. Guthred war offenbar ins Exil nach Irland gegangen und hatte die einheimische irische Bevölkerung im Kampf gegen die Anglonormannen unterstützt.

## Die Rebellion von 1211 bis 1212

### Beginn der Rebellion
1210 führte der englische König Johann Ohneland einen Feldzug nach Irland. Durch diesen Feldzug wurde vielleicht auch Guthred von der Insel vertrieben. Auf Einladung von lokalen Adligen landete er im Januar 1211 mit seinem Bruder Donald Ban Macwilliam und einer Streitmacht im nordschottischen Ross. Dieser Streitmacht gehörten neben schottischen Kriegern auch Krieger der irischen Könige Ui Neill von Ulster und Aed Meith ua Neill an. Möglicherweise wurde Guthred Macwilliam auch durch den für den schottischen König Wilhelm demütigenden Vertrag von Norham ermutigt, den dieser 1209 mit dem englischen König Johann Ohneland schließen musste. Mit seinen Kriegern begann er eine offene Revolte gegen den schottischen König, die sich rasch auf weite Teile Nordschottlands ausweitete.

### Erster Feldzug des Königs 1211
Im Sommer 1211 führte der alte König selbst ein Heer nach Norden, um die Rebellion niederzuschlagen. Zu seiner Armee gehörten Aufgebote, die vom Earl of Fife, vom Earl of Atholl, vom Earl of Buchan und von Malcolm, einem Sohn von Morggán, Earl of Mar, geführt wurden. Der König befahl den Bau von zwei Burgen, wahrscheinlich den Wiederaufbau der strategisch wichtigen Burgen Redcastle und Dunskeath, die die Straßen über den Beauly und Cromarty Firth nach Ross kontrollierten. Zwischen den Rebellen und einem von Thomas Durward, Malcolm of Mar und den Earls of Atholl und Buchan geführten Teil des königlichen Heeres kam es zu einem Gefecht, über dessen Ausgang es unterschiedliche Angaben gibt. Es soll unentschieden ausgegangen sein, während nach anderen Angaben die Rebellen eine schwere Niederlage erlitten. Zahlreiche Rebellen wurden getötet, allerdings konnte Guthred mit einem Teil seiner Anhänger entkommen. Auf jeden Fall war die Rebellion noch nicht niedergeschlagen, als sich der König im September 1211 nach Süden zurückzog. Den weiteren Kampf gegen die Rebellen in Moray hatte er dem Earl of Fife übertragen. Wenig später konnten die Rebellen eine Burg in Ross belagern und niederbrennen, wobei nicht bekannt ist, um welche Burg es sich genau handelte. Da der Winter von 1211 bis 1212 besonders streng war, konnte kein königliches Heer einen Vergeltungsfeldzug gegen die Rebellen führen.

### Zweiter Feldzug 1212 und Tod Guthreds
Der schottische König wandte sich nun an den englischen König und bat ihn um Unterstützung. Am 2. Februar 1212 schlossen die beiden Könige den Vertrag von Durham, in dem der schottische König dem englischen König vermutlich weitere Zugeständnisse machte. Im Gegenzug unterstützte Johann Ohneland den schottischen König bei der Niederschlagung der Rebellion von Guthred Macwilliam. Im Mai 1212 kam König Ragnvald von Man nach London, wo ihm Johann Ohneland womöglich auftrug, den Seeweg zwischen Irland und Schottland zu sperren. Damit würde Guthred keine weitere Unterstützung mehr aus Irland erhalten können. Vor allem unterstützte der englische König den schottischen König aber mit einem Kontingent ausländischer Söldner, sogenannten Brabanzonen, um die Rebellion in Nordschottland niederzuschlagen. Das Heer, das der schottische König dann nach Nordschottland schickte, umfasste 100 Ritter und 100 Sergeanten, darunter den Brabanzonen, unter dem Kommando von Saer de Quincy, 1. Earl of Winchester. Der schottische Thronfolger Alexander, der am 4. März vom englischen König zum Ritter geschlagen worden war, führte als offizieller Kommandant das Heer ab Ende Juni 1212 nach Nordschottland. Die Streitmacht kam aber wahrscheinlich gar nicht zum Einsatz, denn Guthred hatte nach dem Gefecht gegen das königliche Heer im Vorjahr zahlreiche seiner Unterstützer verloren. Er wurde von seinen eigenen Männern verraten, gefangen genommen und vom Earl of Buchan nach Kincardine Castle vor den Thronfolger gebracht. Da der König ihn nicht selbst sehen wollte, wurde er dort geköpft. Seine kopflose Leiche wurde an den Füßen aufgehängt und öffentlich ausgestellt.

### Folgen
Guthreds Bruder Donald Ban konnte den königlichen Truppen entkommen. Er versuchte 1215 eine erneute Rebellion, die aber ebenfalls scheiterte. Die Bedrohung durch den Thronanspruch der Macwilliams führte aber wahrscheinlich mit dazu, dass bereits einen Tag nach dem Tod von König Wilhelm im Dezember 1214 sein Sohn Alexander als neuer König inthronisiert wurde.